# Bodo von Suckow
Bodo Ludwig Leopold von Suckow (* 5. Dezember 1830 in Grabow; † 26. Dezember 1904 auf Schloss Königsbrück) war ein preußischer Generalleutnant.

## Leben

### Herkunft
Er war der Sohn des mecklenburgischen Landdrost in Grabow Viktor August Gottfried von Suckow (1786–1852) und dessen Ehefrau Magdalene Sophie Karoline, geborene Seeler (1793–1848).

### Militärkarriere
Suckow besuchte zunächst die Militärbildungsanstalt in Schwerin und trat anschließend am 1. Mai 1848 als Portepeefähnrich in das Dragonerregiment der Mecklenburgischen Armee ein. Dort avancierte er im Juni 1848 zum Sekondeleutnant und nahm im Jahr darauf im Zuge der Niederschlagung der Badischen Revolution mit seinem Regiment an den Gefechten bei Wald-Michelbach, Ladenburg und Großsachsen teil. Als Premierleutnant war Suckow 1855/56 zwei Mal für mehrere Monate zur Reitschule kommandiert. Mit seiner Beförderung zum Rittmeister war Suckow als Eskadronchef tätig und stieg am 30. Juni 1864 als Major zum etatsmäßigen Stabsoffizier auf. In dieser Stellung nahm er 1866 während des Deutschen Krieges am Feldzug in Süddeutschland teil.
Am 22. Januar 1868 wurde Suckow in den Verband der Preußischen Armee übernommen und dem 2. Garde-Dragoner-Regiment aggregiert. Nach seiner Beförderung zum Oberstleutnant beauftragte man ihn am 25. April 1868 mit den Funktionen des etatsmäßigen Stabsoffiziers, also Stellvertreter des Regimentskommandeurs, und am 18. November 1868 wurde Suckow zum Kommandeur des Thüringischen Husaren-Regiments Nr. 12 ernannt. Sein Regiment führte er 1870/71 während des Krieges gegen Frankreich in den Kämpfen bei Beaumont, Sedan, Pierrefitte und Stains sowie der Belagerung von Paris. Für seine Leistungen erhielt Suckow das Eiserne Kreuz II. Klasse und wurde anlässlich der Kaiserproklamation am 18. Januar 1871 zum Oberst befördert.
Unter Stellung à la suite seines Regiments wurde Suckow am 28. Mai 1874 zum Kommandeur der 31. Kavallerie-Brigade in Straßburg ernannt. In dieser Eigenschaft erhielt er im September 1876 den Roten Adlerorden II. Klasse und drei Jahre später den Kronenorden II. Klasse mit Stern. Mit dem Charakter als Generalleutnant und der gesetzlichen Pension wurde Suckow am 12. Juni 1880 zur Disposition gestellt.

### Familie
Suckow hatte sich am 14. Juni 1865 in Bankwitz mit Karoline Marie Freiin von Lützow (1843–1914), Tochter des niederländischen Generalmajors Heinrich von Lützow (1807–1879) verheiratet. Aus der Ehe gingen die Tochter Karoline (* 1866) sowie der Sohn Rudolf (* 1867) hervor.